# Ruth Glass
Ruth Glass (nascida Ruth Adele Lázaro, 30 de junho de 1912 - 7 de março de 1990), foi uma socióloga britânica nascida na Alemanha, planejadora urbana e fundadora (em 1958) do Centro de Estudos Urbanos da University College London (UCL). britânica.

## Vida
Ela nasceu em Berlim em 30 de junho de 1912, filha de Eli Lazarus, que era judeu, e Lilly Leszczynska. Ela deixou a Alemanha em 1932, estudando na London School of Economics. Depois de passar dois anos desde 1941 no Bureau of Applied Social Research da Columbia University, ela retornou ao Reino Unido em 1943. Ela se concentrou em planejamento urbano e planejamento social. 

## Trabalho
O trabalho de Glass refletia sua crença "de que o objetivo da pesquisa sociológica era influenciar a política governamental e provocar mudanças sociais ".  Um legado duradouro é sua cunhagem do termo "gentrificação", que ela criou para descrever os processos pelos quais os pobres foram expulsos de partes de Londres quando os guetos da classe alta foram criados. 
Uma figura-chave na sociologia urbana, Ruth Glass fez uma contribuição significativa para a institucionalização da sociologia britânica como uma disciplina acadêmica na década de 1950. Sua reputação neste campo foi estabelecida a partir do final da década de 1930 por estudos de desenvolvimento e planejamento habitacional no Watling Estate em Londres e em Middlesbrough, e mais tarde por trabalhos pioneiros sobre imigração negra. No entanto, como Eric Hobsbawm reconheceu em seu obituário de Glass, o texto do que teria sido seu principal trabalho, o Third London Survey (sucessor dos levantamentos de Booth e Llewellyn-Smith), nunca foi totalmente concluído.

## Família
Entre 1935 e 1941 foi casada com Henry William Durant, o estatístico e pioneiro no campo das pesquisas de opinião pública. Ela se casou com David Victor Glass, um sociólogo e demógrafo, em 1942.

## Publicações selecionadas
- Glass, Ruth Lazarus. Watling: a survey of social life on a new housing estate. [S.l.: s.n.]
- Glass, R. (ed.) (1948), O Fundo Social de um Plano: um Estudo de Middlesbrough, Prefácio de Max Bloqueio, Londres: Routledge & Kegan Paul
- Glass, R. (1955) Sociologia Urbana na Grã-Bretanha: um relatório de tendência, Sociologia Atual, IV, 4: 8-35.
- Glass, Ruth Lazarus. London's Newcomers: The West Indians in London. [S.l.: s.n.]
- Glass, Ruth Lazarus; Westergaard, John. London's housing needs: statement of evidence to the Committee on Housing in Greater London. [S.l.: s.n.]